# Igrzyna
Igrzyna – osada w Polsce położona w województwie wielkopolskim, w powiecie obornickim, w gminie Ryczywół.
We wsi pozostałości dawnego cmentarza ewangelickiego.
W latach 1975–1998 miejscowość administracyjnie należała do województwa pilskiego.

## Linki zewnętrzne

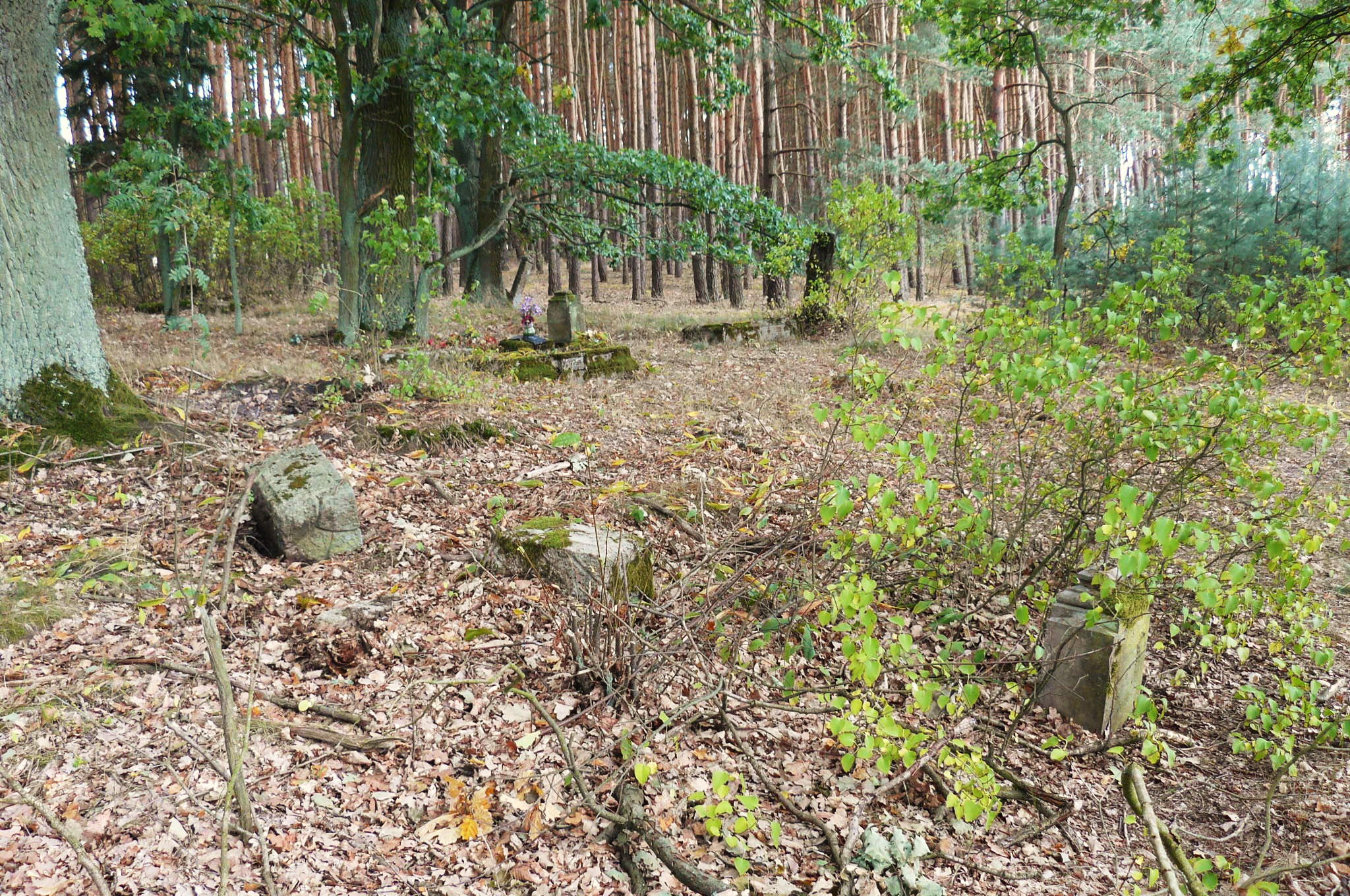
Stary cmentarz ewangelicki